# کالری‌سنجی

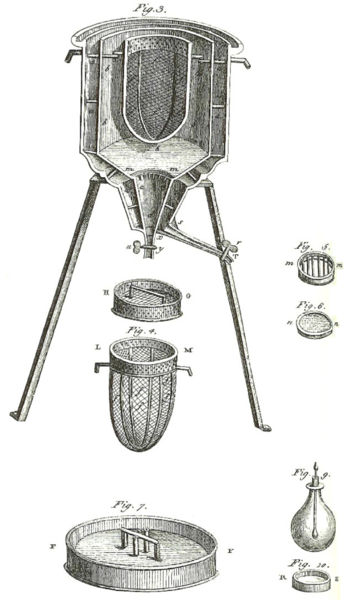
اولین کالریمتر یخی توسط آنتوان لاووازیه و پیر لاپلاس

کالری‌سنجی یا کالریمتری (به انگلیسی: Calorimetry) یکی از روش‌های آزمایشگاهی است که در شیمی کاربرد فراوان دارد. در این روش با تعیین مقدار گرمای انتقال یافته از سامانه به محیط یا برعکس ویژگی‌های دیگر مواد را تعیین می‌کنند. از جمله کاربردهای کالری‌سنجی در تعیین ظرفیت گرمایی ویژه دمای گذار فاز تغییرات آنتالپی برای مواد معدنی یا آلی از جمله پلیمرها می‌باشد.

## انواع کالریمتری
- کالری‌سنجی تیترسازی هم‌دما
- کالریمتری سنجشی مقیاسی
- گاه‌شمار فناوری سردسازی